# ماكس سفينسون
ماكس سفينسون (بالسويدية: Max Svensson)‏ (19 يونيو 1998 - ) هو لاعب كرة قدم سويدي في مركز الوسط.

## وصلات خارجية
- ماكس سفينسون على موقع اتحاد السويد (السويدية)
- ماكس سفينسون على موقع قاعدة بيانات كرة القدم.إي يو (الإنجليزية)
- ماكس سفينسون على موقع Soccerway.com (الإنجليزية)